# Хамилтон (Вашингтон)
Хамилтон (енгл. Hamilton) град је у америчкој савезној држави Вашингтон. По попису становништва из 2010. у њему је живело 301 становника.

## Демографија
Према попису становништва из 2010. у граду је живело 301 становника, што је 8 (2,6%) становника мање него 2000. године.
| Група             | 2000.       | 2010.       |
| Белци             | 281 (90,9%) | 270 (89,7%) |
| Афроамериканци    | 0 (0,0%)    | 0 (0,0%)    |
| Азијати           | 2 (0,6%)    | 0 (0,0%)    |
| Хиспаноамериканци | 9 (2,9%)    | 13 (4,3%)   |
| Укупно            | 309         | 301         |